# Serie A1 1997-1998 (pallamano maschile)
La Serie A1 1997-1998 è stata la 29ª edizione del torneo di primo livello del campionato italiano di pallamano maschile.

Esso venne organizzato dalla Federazione Italiana Giuoco Handball.

La competizione è iniziata il 13 settembre 1997 e si è conclusa il 15 aprile 1998.

Il torneo fu vinto dalla Pallamano Prato per la 1ª volta nella sua storia.

A retrocedere in serie A2 furono la Pallamano Mazara e lo Sportclub Meran Handball.

## Formula del torneo

### Stagione regolare
Il campionato si svolse tra 14 squadre che si affrontarono in una fase iniziale con la formula del girone unico all'italiana con partite di andata e ritorno.

Per ogni incontro i punti assegnati in classifica sono così determinati:
- due punti per la squadra che vinca l'incontro;
- un punto per il pareggio;
- zero punti per la squadra che perda l'incontro.

Al termine della stagione regolare si qualificarono per i play off scudetto le squadre classificate dal 1º al 6º posto mentre le squadre classificate dall'11º al 12º posto furono retrocesse in serie A2.

### Play off scudetto
Le squadre classificate dal 1º al 6º posto in serie A1 e al 1º posto nei due gironi della serie A2 alla fine della stagione regolare parteciparono ai play off scudetto che si disputarono con la formula ad eliminazione diretta dagli ottavi di finale in poi, al meglio di due gare su tre.
La squadra 1ª classificata al termine dei play off fu proclamata campione d'Italia.

## Squadre partecipanti
| Città                 | Club                          | Palasport                   | Sponsor     | Stagione precedente |
| --------------------- | ----------------------------- | --------------------------- | ----------- | ------------------- |
| Bologna               | Handball Club Bologna 1969    | PalaSavena                  |             |                     |
| Bologna               | SEF Gymmnasium Bologna        | PalaSavena                  |             |                     |
| Bressanone (BZ)       | Südtiroler Sportverein Brixen | Palasport di Bressanone     | Birra Forst |                     |
| Conversano (BA)       | Handball Club Conversano      | Pala San Giacomo            |             |                     |
| Enna                  | Pallamano Haenna              | Palasport di Enna           |             |                     |
| Mazara del Vallo (TP) | Pallamano Mazara              | Pala Affacciata             | Pasta Gallo |                     |
| Merano (BZ)           | Sportclub Meran Handball      | Centro Scolastico Karl Wolf | Meranatura  |                     |
| Modena                | Pallamano Modena              | Pala Molza                  |             |                     |
| Mordano (BO)          | Unione Sportiva Mordano       | Palasport di Mordano        |             |                     |
| Prato                 | Pallamano Prato               | Pala Consiag                | Al.Pi.      |                     |
| Rubiera (RE)          | Pallamano Rubiera             | Pala Bursi                  | Arag        |                     |
| Siracusa              | Ortigia Siracusa              | PalaLoBello                 |             |                     |
| Teramo                | Teramo Handball               | Pala San Nicolò             |             |                     |
| Trieste               | Pallamano Trieste             | PalaChiarbola               |             |                     |

## Stagione Regolare

### Risultati
| Andata       | Andata  | 1ª/14ª giornata            | Ritorno | Ritorno     |
|              |         |                            |         |             |
| 13 settembre | 33 - 17 | Trieste - Enna             | 30 - 22 | 20 dicembre |
| 13 settembre | 20 - 21 | Siracusa - Bologna 1969    | 25 - 29 | 20 dicembre |
| 13 settembre | 26 - 19 | Teramo - Mazara            | 26 - 20 | 20 dicembre |
| 13 settembre | 17 - 24 | Gymnasium Bologna - Modena | 21 - 24 | 20 dicembre |
| 13 settembre | 22 - 31 | Merano - Prato             | 21 - 25 | 20 dicembre |
| 13 settembre | 26 - 24 | Rubiera - Mordano          | 19 - 30 | 20 dicembre |
| 13 settembre | 27 - 15 | Bressanone - Conversano    | 17 - 19 | 20 dicembre |

| Andata       | Andata  | 2ª/15ª giornata             | Ritorno | Ritorno   |
|              |         |                             |         |           |
| 27 settembre | 15 - 31 | Mazara - Trieste            | 20 - 27 | 3 gennaio |
| 27 settembre | 26 - 19 | Enna - Siracusa             | 21 - 24 | 3 gennaio |
| 27 settembre | 32 - 24 | Bologna 1969 - Teramo       | 26 - 28 | 3 gennaio |
| 27 settembre | 26 - 25 | Modena - Merano             | 20 - 16 | 3 gennaio |
| 27 settembre | 24 - 16 | Prato - Bressanone          | 19 - 15 | 3 gennaio |
| 27 settembre | 26 - 27 | Mordano - Gymnasium Bologna | 21 - 26 | 3 gennaio |
| 27 settembre | 30 - 25 | Conversano - Rubiera        | 18 - 28 | 3 gennaio |

| Andata    | Andata  | 3ª/16ª giornata           | Ritorno | Ritorno    |
|           |         |                           |         |            |
| 4 ottobre | 28 - 21 | Trieste - Bologna 1969    | 21 - 18 | 10 gennaio |
| 4 ottobre | 19 - 26 | Enna - Bressanone         | 19 - 25 | 10 gennaio |
| 4 ottobre | 22 - 21 | Siracusa - Mordano        | 23 - 23 | 10 gennaio |
| 4 ottobre | 29 - 22 | Rubiera - Mazara          | 28 - 26 | 10 gennaio |
| 4 ottobre | 19 - 21 | Teramo - Modena           | 16 - 19 | 10 gennaio |
| 4 ottobre | 30 - 34 | Gymnasium Bologna - Prato | 27 - 29 | 10 gennaio |
| 4 ottobre | 22 - 25 | Merano - Conversano       | 18 - 23 | 10 gennaio |

| Andata     | Andata  | 4ª/17ª giornata                | Ritorno | Ritorno    |
|            |         |                                |         |            |
| 11 ottobre | 22 - 20 | Trieste - Siracusa             | 20 - 15 | 17 gennaio |
| 11 ottobre | 21 - 22 | Modena - Prato                 | 18 - 22 | 17 gennaio |
| 11 ottobre | 31 - 30 | Enna - Teramo                  | 24 - 24 | 17 gennaio |
| 11 ottobre | 27 - 24 | Bologna 1969 - Rubiera         | 20 - 27 | 17 gennaio |
| 11 ottobre | 27 - 24 | Mordano - Merano               | 26 - 20 | 17 gennaio |
| 11 ottobre | 13 - 19 | Mazara - Bressanone            | 24 - 27 | 17 gennaio |
| 11 ottobre | 26 - 23 | Conversano - Gymnasium Bologna | 25 - 27 | 17 gennaio |

| Andata     | Andata  | 5ª/18ª giornata           | Ritorno | Ritorno    |
|            |         |                           |         |            |
| 18 ottobre | 23 - 23 | Teramo - Siracusa         | 19 - 22 | 24 gennaio |
| 18 ottobre | 20 - 15 | Modena - Conversano       | 23 - 23 | 24 gennaio |
| 18 ottobre | 23 - 23 | Rubiera - Trieste         | 16 - 20 | 24 gennaio |
| 18 ottobre | 35 - 20 | Prato - Mordano           | 28 - 23 | 24 gennaio |
| 18 ottobre | 25 - 21 | Bressanone - Bologna 1969 | 24 - 24 | 24 gennaio |
| 18 ottobre | 18 - 18 | Gymnasium Bologna - Enna  | 26 - 28 | 24 gennaio |
| 18 ottobre | 21 - 21 | Merano - Mazara           | 20 - 27 | 24 gennaio |

| Andata     | Andata  | 6ª/19ª giornata            | Ritorno | Ritorno    |
|            |         |                            |         |            |
| 25 ottobre | 34 - 17 | Trieste - Teramo           | 21 - 17 | 31 gennaio |
| 25 ottobre | 26 - 26 | Conversano - Prato         | 17 - 35 | 31 gennaio |
| 25 ottobre | 30 - 23 | Bologna 1969 - Modena      | 18 - 20 | 31 gennaio |
| 25 ottobre | 24 - 24 | Siracusa - Merano          | 20 - 26 | 31 gennaio |
| 25 ottobre | 27 - 22 | Enna - Rubiera             | 22 - 28 | 31 gennaio |
| 25 ottobre | 25 - 23 | Mazara - Gymnasium Bologna | 24 - 32 | 31 gennaio |
| 25 ottobre | 16 - 19 | Mordano - Bressanone       | 21 - 23 | 31 gennaio |

| Andata     | Andata  | 7ª/20ª giornata             | Ritorno | Ritorno    |
|            |         |                             |         |            |
| 1 novembre | 27 - 20 | Modena - Mordano            | 20 - 24 | 7 febbraio |
| 1 novembre | 26 - 21 | Conversano - Mazara         | 20 - 27 | 7 febbraio |
| 1 novembre | 28 - 30 | Bologna 1969 - Prato        | 21 - 32 | 7 febbraio |
| 1 novembre | 29 - 17 | Bressanone - Teramo         | 21 - 23 | 7 febbraio |
| 1 novembre | 22 - 28 | Gymnasium Bologna - Trieste | 25 - 30 | 7 febbraio |
| 1 novembre | 35 - 21 | Rubiera - Siracusa          | 21 - 23 | 7 febbraio |
| 1 novembre | 18 - 15 | Merano - Enna               | 26 - 27 | 7 febbraio |

| Andata     | Andata  | 8ª/21ª giornata              | Ritorno | Ritorno     |
|            |         |                              |         |             |
| 8 novembre | 22 - 22 | Teramo - Rubiera             | 25 - 26 | 14 febbraio |
| 8 novembre | 27 - 24 | Mordano - Conversano         | 26 - 28 | 14 febbraio |
| 8 novembre | 21 - 24 | Enna - Modena                | 26 - 23 | 14 febbraio |
| 8 novembre | 25 - 30 | Mazara - Prato               | 19 - 27 | 14 febbraio |
| 8 novembre | 24 - 20 | Trieste - Bressanone         | 18 - 19 | 14 febbraio |
| 8 novembre | 28 - 26 | Siracusa - Gymnasium Bologna | 26 - 28 | 14 febbraio |
| 8 novembre | 34 - 28 | Bologna 1969 - Merano        | 25 - 24 | 14 febbraio |

| Andata      | Andata  | 9ª/22ª giornata             | Ritorno | Ritorno     |
|             |         |                             |         |             |
| 15 novembre | 23 - 24 | Mordano - Bologna 1969      | 29 - 29 | 21 febbraio |
| 15 novembre | 22 - 23 | Conversano - Enna           | 24 - 31 | 21 febbraio |
| 15 novembre | 30 - 22 | Modena - Mazara             | 27 - 21 | 21 febbraio |
| 15 novembre | 19 - 26 | Gymnasium Bologna - Rubiera | 28 - 28 | 21 febbraio |
| 15 novembre | 20 - 18 | Merano - Teramo             | 20 - 24 | 21 febbraio |
| 15 novembre | 24 - 21 | Bressanone - Siracusa       | 22 - 22 | 21 febbraio |
| 15 novembre | 24 - 19 | Prato - Trieste             | 22 - 22 | 21 febbraio |

| Andata      | Andata  | 10ª/23ª giornata           | Ritorno | Ritorno     |
|             |         |                            |         |             |
| 29 novembre | 31 - 24 | Mazara - Mordano           | 23 - 22 | 28 febbraio |
| 29 novembre | 31 - 16 | Bologna 1969 - Conversano  | 19 - 22 | 28 febbraio |
| 29 novembre | 21 - 24 | Enna - Prato               | 20 - 30 | 28 febbraio |
| 29 novembre | 17 - 24 | Rubiera - Bressanone       | 17 - 24 | 28 febbraio |
| 29 novembre | 28 - 28 | Teramo - Gymnasium Bologna | 24 - 24 | 28 febbraio |
| 29 novembre | 34 - 19 | Trieste - Merano           | 29 - 23 | 28 febbraio |
| 29 novembre | 15 - 15 | Siracusa - Modena          | 18 - 20 | 28 febbraio |

| Andata     | Andata  | 11ª/24ª giornata               | Ritorno | Ritorno |
|            |         |                                |         |         |
| 6 dicembre | 30 - 25 | Mazara - Bologna 1969          | 23 - 28 | 7 marzo |
| 6 dicembre | 27 - 22 | Gymnasium Bologna - Bressanone | 23 - 25 | 7 marzo |
| 6 dicembre | 27 - 23 | Mordano - Enna                 | 28 - 34 | 7 marzo |
| 6 dicembre | 14 - 16 | Merano - Rubiera               | 24 - 31 | 7 marzo |
| 6 dicembre | 21 - 24 | Modena - Trieste               | 23 - 28 | 7 marzo |
| 6 dicembre | 28 - 25 | Prato - Siracusa               | 19 - 16 | 7 marzo |
| 6 dicembre | 20 - 20 | Conversano - Teramo            | 19 - 20 | 7 marzo |

| Andata      | Andata  | 12ª/25ª giornata                 | Ritorno | Ritorno  |
|             |         |                                  |         |          |
| 10 dicembre | 27 - 25 | Gymnasium Bologna - Bologna 1969 | 22 - 34 | 11 marzo |
| 10 dicembre | 29 - 23 | Enna - Mazara                    | 25 - 28 | 11 marzo |
| 10 dicembre | 30 - 20 | Bressanone - Merano              | 26 - 18 | 11 marzo |
| 10 dicembre | 27 - 18 | Trieste - Mordano                | 37 - 25 | 11 marzo |
| 10 dicembre | 30 - 26 | Siracusa - Conversano            | 20 - 20 | 11 marzo |
| 10 dicembre | 18 - 21 | Teramo - Prato                   | 20 - 36 | 11 marzo |
| 10 dicembre | 18 - 18 | Rubiera - Modena                 | 22 - 26 | 11 marzo |

| \| Andata \| Andata \| 13ª/26ª giornata \| Ritorno \| Ritorno \| \| \| \| \| \| \| \| 13 dicembre \| 26 - 23 \| Bologna 1969 - Enna \| 32 - 30 \| 14 marzo \| \| 13 dicembre \| 24 - 20 \| Merano - Gymnasium Bologna \| 20 - 31 \| 14 marzo \| \| 13 dicembre \| 25 - 29 \| Conversano - Trieste \| 11 - 27 \| 14 marzo \| \| 13 dicembre \| 28 - 29 \| Mazara - Siracusa \| 17 - 21 \| 14 marzo \| \| 13 dicembre \| 27 - 23 \| Mordano - Teramo \| 26 - 23 \| 14 marzo \| \| 13 dicembre \| 21 - 21 \| Modena - Bressanone \| 17 - 20 \| 14 marzo \| \| 13 dicembre \| 26 - 24 \| Prato - Rubiera \| 23 - 21 \| 14 marzo \| |         |                            |         |          |
| Andata | Andata  | 13ª/26ª giornata           | Ritorno | Ritorno  |
| |         |                            |         |          |
| 13 dicembre | 26 - 23 | Bologna 1969 - Enna        | 32 - 30 | 14 marzo |
| 13 dicembre | 24 - 20 | Merano - Gymnasium Bologna | 20 - 31 | 14 marzo |
| 13 dicembre | 25 - 29 | Conversano - Trieste       | 11 - 27 | 14 marzo |
| 13 dicembre | 28 - 29 | Mazara - Siracusa          | 17 - 21 | 14 marzo |
| 13 dicembre | 27 - 23 | Mordano - Teramo           | 26 - 23 | 14 marzo |
| 13 dicembre | 21 - 21 | Modena - Bressanone        | 17 - 20 | 14 marzo |
| 13 dicembre | 26 - 24 | Prato - Rubiera            | 23 - 21 | 14 marzo |

### Classifica
|  | Pos. | Squadra           | Pt | G  | V  | N | S  | GF  | GS  | D    | Note                                       |
|  | ---- | ----------------- | -- | -- | -- | - | -- | --- | --- | ---- | ------------------------------------------ |
|  | 1.   | Prato             | 50 | 26 | 24 | 2 | 0  | 702 | 555 | +147 | Qualificato alla Champions League 1998-99  |
|  | 2.   | Trieste           | 46 | 26 | 22 | 2 | 2  | 686 | 518 | +168 | Qualificato alla EHF Cup 1998-99           |
|  | 3.   | Brixen            | 37 | 26 | 17 | 3 | 6  | 590 | 519 | +71  |                                            |
|  | 4.   | Modena            | 32 | 26 | 14 | 4 | 8  | 571 | 544 | +27  | Qualificato alla City Cup 1998-99          |
|  | 5.   | Bologna 1969      | 28 | 26 | 13 | 2 | 11 | 668 | 648 | +40  |                                            |
|  | 6.   | Rubiera           | 26 | 26 | 11 | 4 | 11 | 619 | 606 | +13  |                                            |
|  | 7.   | Haenna            | 22 | 26 | 10 | 2 | 14 | 622 | 660 | -38  | Qualificato alla Coppa delle Coppe 1998-99 |
|  | 8.   | Ortigia           | 22 | 26 | 8  | 6 | 12 | 572 | 604 | -32  |                                            |
|  | 9.   | Conversano        | 20 | 26 | 8  | 4 | 14 | 565 | 642 | -77  |                                            |
|  | 10.  | Gymnasium Bologna | 20 | 26 | 8  | 4 | 14 | 647 | 672 | -25  |                                            |
|  | 11.  | Mordano           | 18 | 26 | 8  | 2 | 16 | 624 | 665 | -41  |                                            |
|  | 12.  | Teramo            | 18 | 26 | 6  | 6 | 14 | 574 | 631 | -57  |                                            |
|  | 13.  | Mazara            | 15 | 26 | 7  | 1 | 18 | 594 | 672 | -78  | Retrocesso in Serie A2 1998-99             |
|  | 14.  | Meran             | 10 | 26 | 4  | 2 | 20 | 557 | 655 | -98  | Retrocesso in Serie A2 1998-99             |

## Play off scudetto

### Tabellone principale
|  | Quarti di finale | Quarti di finale | Quarti di finale | Quarti di finale | Quarti di finale |  |  | Semifinali | Semifinali | Semifinali | Semifinali | Semifinali |    |    | Finale | Finale | Finale | Finale | Finale |  |
|  |                  |                  |                  |                  |                  |  |  |            |            |            |            |            |    |    |        |        |        |        |        |  |
|  | 1                | Prato            | Prato            | 31               | 25               |  |  |            |            |            |            |            |    |    |        |        |        |        |        |  |
|  | 1A2A             | Cologne          | Cologne          | 25               | 24               |  |  | 1          | Prato      | Prato      | 34         | 24         |    |    |        |        |        |        |        |  |
|  | 4                | Modena           | Modena           | 24               | 26               |  |  | 4          | Modena     | Modena     | 25         | 18         |    |    |        |        |        |        |        |  |
|  | 5                | Bologna 1969     | Bologna 1969     | 24               | 20               |  |  |            |            |            |            |            |    |    | 1      | Prato  | 24     | 20     | 23     |  |
|  | 2                | Trieste          | Trieste          | 33               | 37               |  |  |            |            | 2          | Trieste    | 20         | 24 | 19 |        |        |        |        |        |  |
|  | 1A2B             | Messina          | Messina          | 25               | 20               |  |  | 2          | Trieste    | Trieste    | 27         | 18         |    |    |        |        |        |        |        |  |
|  | 3                | Brixen           | Brixen           | 15               | 29               |  |  | 3          | Brixen     | Brixen     | 22         | 18         |    |    |        |        |        |        |        |  |
|  | 6                | Rubiera          | Rubiera          | 21               | 21               |  |  |            |            |            |            |            |    |    |        |        |        |        |        |  |

### Risultati

#### Quarti di finale
| Squadra 1    | Squadra 2 | Andata                 | Ritorno                   | Totale  |
| ------------ | --------- | ---------------------- | ------------------------- | ------- |
| Cologne      | Prato     | Cologne, 18 marzo 1998 | Prato, 21 marzo 1998      | 49 - 56 |
| Cologne      | Prato     | 25 - 31                | 24 - 25                   | 49 - 56 |
| Bologna 1969 | Modena    | Bologna, 18 marzo 1998 | Modena, 21 marzo 1998     | 44 - 50 |
| Bologna 1969 | Modena    | 24 - 24                | 20 - 26                   | 44 - 50 |
| Rubiera      | Brixen    | Rubiera, 18 marzo 1998 | Bressanone, 21 marzo 1998 | 42 - 44 |
| Rubiera      | Brixen    | 21 - 15                | 21 - 29                   | 42 - 44 |
| Messina      | Trieste   | Messina, 18 marzo 1998 | Trieste, 21 marzo 1998    | 45 - 70 |
| Messina      | Trieste   | 25 - 33                | 20 - 37                   | 45 - 70 |

#### Semifinali
| Squadra 1 | Squadra 2 | Gara 1                 | Gara 2                    | Gara 3 |
| --------- | --------- | ---------------------- | ------------------------- | ------ |
| Prato     | Modena    | Prato, 25 marzo 1998   | Modena, 28 marzo 1998     |        |
| Prato     | Modena    | 34 - 25                | 24 - 18                   |        |
| Trieste   | Brixen    | Trieste, 25 marzo 1998 | Bressanone, 28 marzo 1998 |        |
| Trieste   | Brixen    | 27 - 22                | 18 - 18                   |        |

#### Finale Scudetto
| Squadra 1 | Squadra 2 | Gara 1               | Gara 2                  | Gara 3                |
| --------- | --------- | -------------------- | ----------------------- | --------------------- |
| Prato     | Trieste   | Prato, 4 aprile 1998 | Trieste, 11 aprile 1998 | Prato, 15 aprile 1998 |
| Prato     | Trieste   | 24 - 20              | 20 - 24                 | 23 - 19               |

## Campioni
| Campione d'Italia 1997-1998 |
| --------------------------- |
| Pallamano Prato 1º titolo   |

### Giocatori
| N° | Naz.                  | Ruolo | Sportivo              | Anno | Alt. | Peso |
| -- | --------------------- | ----- | --------------------- | ---- | ---- | ---- |
|    | Italia (bandiera)     | A     | Marco Bossi           |      |      |      |
|    | Brasile (bandiera)    | C     | Sergio Cavicchiolo    |      |      |      |
|    | Italia (bandiera)     | P     | Massimo Dovere        |      |      |      |
|    | Italia (bandiera)     | PV    | Marcello Fonti        |      |      |      |
|    | Italia (bandiera)     | C     | Andrea Freschi        |      |      |      |
|    | Italia (bandiera)     | A     | Massimilano Gabrielli |      |      |      |
|    | Italia (bandiera)     | T     | Zaim Kobilica         |      |      |      |
|    | Croazia (bandiera)    | A     | Miran Ognjenović      |      |      |      |
|    | Italia (bandiera)     | T     | Damir Makarević       |      |      |      |
|    | Italia (bandiera)     | C     | Settimio Masotti      |      |      |      |
|    | Jugoslavia (bandiera) | T     | Milan Milošević       |      |      |      |
|    | Croazia (bandiera)    | P     | Mario Sirotić         |      |      |      |

### Staff
- Allenatore:  Dragan Ivanišević

## Classifica marcatori
Di seguito viene riportata la classifica dei primi 5 miglior realizzatori del torneo.
| Pos. | Nazione                         | Nome              | Club    | Reti |
| ---- | ------------------------------- | ----------------- | ------- | ---- |
| 1    | Bosnia ed Erzegovina (bandiera) | Zaim Kobilica     | Prato   | 246  |
| 2    | Croazia (bandiera)              | Ivan Ilić         | Rubiera | 185  |
| 3    | Italia (bandiera)               | Settimio Massotti | Prato   | 174  |
| 4    | Italia (bandiera)               | Fabrizio Folli    | Mordano | 165  |
| 5    | Italia (bandiera)               | Alessandro Fusina | Trieste | 163  |